# Sulfuro de magnesio
El sulfuro de magnesio es un compuesto inorgánico cuya fórmula es  MgS. Es un material blanco cristalino, pero se puede encontrar frecuentemente de forma impura como un polvo marrón no cristalino. Se genera industrialmente en la producción de hierro metálico.

## Preparación y propiedades generales
El sulfuro de magnesio se forma por la reacción de azufre o ácido sulfhídrico con magnesio.
{\displaystyle \mathrm {Mg+H_{2}S\longrightarrow MgS+H_{2}} }
Otra forma de obtener este compuesto es a través de la reacción de sulfato de magnesio con sulfuro de carbono.
{\displaystyle \mathrm {3\ MgSO_{4}+4\ CS_{2}\longrightarrow 3\ MgS+4\ COS+4\ SO_{2}} }
Se cristaliza en sal de roca en su fase más estable. Sus estructuras de esfalerita y wurtzita se pueden lograr a través del crecimiento epitaxial por haces moleculares. 
Las propiedades químicas del MgS se asemejan a aquellas de sulfuros iónicos relacionados, tales como el de sodio, el de bario o el de calcio. Al reaccionar con oxígeno forma el sulfato de magnesio. El sulfuro de magnesio reacciona con el agua para dar como productos ácido sulfhídrico e hidróxido de magnesio.

## Aplicaciones
En el proceso AOB de la fabricación de acero, el azufre es el primer elemento que se retira. El azufre es eliminado de la explosión impura en el horno de hierro, mediante la adición de cientos de kilogramos de polvo de magnesio por una lanza. Acto seguido, se forma el sulfuro de magnesio, el cual flota en el hierro derretido y de ahí es sacado.
El MgS es un semiconductor de amplia banda de interés como emisor de luz azul-verde, una propiedad que se conoce desde el siglo XX y que a la vez permite su uso como foto-detector para luz ultravioleta de onda corta.

## Ocurrencia
Aparte de ser componente de algunas escorias, el MgS es un niningerita raro que puede ser detectado en algunos meteoritos. El  MgS también se encuentra en las envolturas circunestelares de ciertas Estrellas de carbono, específicamente aquellas con C/O  > 1.

## Seguridad
El MgS desprende ácido sulfhídrico al hacer contacto con la humedad.